# Bryan Roy
Bryan Edward Steven Roy (Amsterdam, 12 febbraio 1970) è un dirigente sportivo, ex calciatore e allenatore di calcio olandese, di ruolo attaccante.

## Carriera

### Giocatore

#### Club
Bryan Roy ha cominciato la sua carriera da professionista nell'Ajax, con cui ha vinto un campionato olandese nel 1990 e una Coppa UEFA nel 1992, mentre nel 1987 è stato premiato come Migliore talento del calcio olandese. Nel novembre del 1992 fu acquistato per 2,2 miliardi di lire dal Foggia, grazie alla mediazione di Mino Raiola, rivelandosi il migliore marcatore della squadra con 12 reti nel campionato 1993-1994.
A fine stagione lasciò il Foggia per il Nottingham Forest, squadra della Premier league inglese, dove diede un contributo importante per il raggiungimento della qualificazione alla Coppa UEFA, collezionando 37 presenze e realizzando 13 gol nella stagione 1994-1995. Tuttavia la stagione seguente il suo impiego fu fortemente limitato a causa di infortuni e di una forma non ottimale. Così nell'estate del 1997 si trasferì in Germania, all'Hertha Berlino; nel 2000 tornò nei Paesi Bassi disputando il campionato con il NAC Breda.

#### Nazionale
Roy ha debuttato in Nazionale olandese nel 1989 e vanta 32 presenze e 9 reti. Ha disputato i Mondiali del 1990 e del 1994 e gli Europei del 1992.

### Allenatore
Dopo aver lasciato il calcio giocato, Roy ha intrapreso la carriera di allenatore, guidando la squadra dei ragazzi di 10 anni del settore giovanile dell'Ajax. Nella stagione 2010-2011 ha allenato la selezione B-1 al posto di Aron Winter prima di lasciare l'incarico a Orlando Trustfull per tornare a ricoprire incarichi dirigenziali. Fino al 2015 sarà all senatore individuale nelle giovanili.
Il 28 novembre 2011 Johan Cruijff, membro del consiglio direttivo dell'Ajax, insieme agli allenatori del vivaio Wim Jonk, Dennis Bergkamp, Bryan Roy, Ronald de Boer, John Bosman, Jaap Stam, Marc Overmars, Michel Kreek, Orlando Trustfull e Dean Gorre ha annunciato che avrebbe adito le vie legali ritenendo che gli ingaggi dei tre nuovi dirigenti Louis van Gaal, Martin Sturkenboom e Danny Blind violino la politica a livello tecnico adottata dal club. Il 7 febbraio 2012 è stata pronunciata la sentenza secondo la quale la nomina di van Gaal a direttore generale dei lancieri sarebbe stata irregolare e così il 10 febbraio il consiglio direttivo (quattro consiglieri più Cruijff, che resta come consulente) si è dimesso insieme a Martin Sturkenboom e Danny Blind.

## Statistiche

### Cronologia presenze e reti in nazionale
| Cronologia completa delle presenze e delle reti in nazionale ― Paesi Bassi | Cronologia completa delle presenze e delle reti in nazionale ― Paesi Bassi | Cronologia completa delle presenze e delle reti in nazionale ― Paesi Bassi | Cronologia completa delle presenze e delle reti in nazionale ― Paesi Bassi | Cronologia completa delle presenze e delle reti in nazionale ― Paesi Bassi | Cronologia completa delle presenze e delle reti in nazionale ― Paesi Bassi | Cronologia completa delle presenze e delle reti in nazionale ― Paesi Bassi | Cronologia completa delle presenze e delle reti in nazionale ― Paesi Bassi |
| Data                                                                       | Città                                                                      | In casa                                                                    | Risultato                                                                  | Ospiti                                                                     | Competizione                                                               | Reti                                                                       | Note                                                                       |
| -------------------------------------------------------------------------- | -------------------------------------------------------------------------- | -------------------------------------------------------------------------- | -------------------------------------------------------------------------- | -------------------------------------------------------------------------- | -------------------------------------------------------------------------- | -------------------------------------------------------------------------- | -------------------------------------------------------------------------- |
| 6-9-1989                                                                   | Amsterdam                                                                  | Paesi Bassi                                                                | 2 – 2                                                                      | Danimarca                                                                  | Amichevole                                                                 | -                                                                          |                                                                            |
| 30-5-1990                                                                  | Vienna                                                                     | Austria                                                                    | 3 – 2                                                                      | Paesi Bassi                                                                | Amichevole                                                                 | -                                                                          | 65’                                                                        |
| 21-11-1990                                                                 | Rotterdam                                                                  | Paesi Bassi                                                                | 2 – 0                                                                      | Grecia                                                                     | Qual. Euro 1992                                                            | -                                                                          |                                                                            |
| 19-12-1990                                                                 | Ta' Qali                                                                   | Malta                                                                      | 0 – 8                                                                      | Paesi Bassi                                                                | Qual. Euro 1992                                                            | -                                                                          |                                                                            |
| 13-3-1991                                                                  | Rotterdam                                                                  | Paesi Bassi                                                                | 1 – 0                                                                      | Malta                                                                      | Qual. Euro 1992                                                            | -                                                                          | 68’                                                                        |
| 27-5-1992                                                                  | Sittard                                                                    | Paesi Bassi                                                                | 3 – 2                                                                      | Austria                                                                    | Amichevole                                                                 | -                                                                          | 67’                                                                        |
| 30-5-1992                                                                  | Utrecht                                                                    | Paesi Bassi                                                                | 4 – 0                                                                      | Galles                                                                     | Amichevole                                                                 | 1                                                                          |                                                                            |
| 5-6-1992                                                                   | Lens                                                                       | Francia                                                                    | 1 – 1                                                                      | Paesi Bassi                                                                | Amichevole                                                                 | 1                                                                          | 86’                                                                        |
| 12-6-1992                                                                  | Göteborg                                                                   | Paesi Bassi                                                                | 1 – 0                                                                      | Scozia                                                                     | Euro 1992 - 1º turno                                                       | -                                                                          |                                                                            |
| 15-6-1992                                                                  | Göteborg                                                                   | Paesi Bassi                                                                | 0 – 0                                                                      | Comunità degli Stati Indipendenti                                          | Euro 1992 - 1º turno                                                       | -                                                                          |                                                                            |
| 18-6-1992                                                                  | Göteborg                                                                   | Paesi Bassi                                                                | 3 – 1                                                                      | Germania                                                                   | Euro 1992 - 1º turno                                                       | -                                                                          |                                                                            |
| 22-6-1992                                                                  | Göteborg                                                                   | Danimarca                                                                  | 2 – 2 dts (5 – 4 dtr)                                                      | Paesi Bassi                                                                | Euro 1992 - Semifinale                                                     | -                                                                          | 116’                                                                       |
| 9-9-1992                                                                   | Eindhoven                                                                  | Paesi Bassi                                                                | 2 – 3                                                                      | Italia                                                                     | Amichevole                                                                 | -                                                                          |                                                                            |
| 22-9-1993                                                                  | Bologna                                                                    | San Marino                                                                 | 0 – 7                                                                      | Paesi Bassi                                                                | Qual. Mondiali 1994                                                        | -                                                                          |                                                                            |
| 13-10-1993                                                                 | Amsterdam                                                                  | Paesi Bassi                                                                | 2 – 0                                                                      | Inghilterra                                                                | Qual. Mondiali 1994                                                        | -                                                                          |                                                                            |
| 17-11-1993                                                                 | Poznań                                                                     | Polonia                                                                    | 1 – 3                                                                      | Paesi Bassi                                                                | Qual. Mondiali 1994                                                        | -                                                                          |                                                                            |
| 23-3-1994                                                                  | Glasgow                                                                    | Scozia                                                                     | 0 – 1                                                                      | Paesi Bassi                                                                | Amichevole                                                                 | 1                                                                          |                                                                            |
| 20-4-1994                                                                  | Tilburg                                                                    | Paesi Bassi                                                                | 0 – 1                                                                      | Irlanda                                                                    | Amichevole                                                                 | -                                                                          |                                                                            |
| 27-5-1994                                                                  | Utrecht                                                                    | Paesi Bassi                                                                | 3 – 1                                                                      | Scozia                                                                     | Amichevole                                                                 | 1                                                                          | 72’                                                                        |
| 1-6-1994                                                                   | Eindhoven                                                                  | Paesi Bassi                                                                | 7 – 1                                                                      | Ungheria                                                                   | Amichevole                                                                 | 1                                                                          |                                                                            |
| 12-6-1994                                                                  | Toronto                                                                    | Canada                                                                     | 0 – 3                                                                      | Paesi Bassi                                                                | Amichevole                                                                 | -                                                                          | 78’                                                                        |
| 20-6-1994                                                                  | Washington                                                                 | Paesi Bassi                                                                | 2 – 1                                                                      | Arabia Saudita                                                             | Mondiali 1994 - 1º turno                                                   | -                                                                          | 81’                                                                        |
| 25-6-1994                                                                  | Orlando                                                                    | Belgio                                                                     | 1 – 0                                                                      | Paesi Bassi                                                                | Mondiali 1994 - 1º turno                                                   | -                                                                          |                                                                            |
| 29-6-1994                                                                  | Orlando                                                                    | Marocco                                                                    | 1 – 2                                                                      | Paesi Bassi                                                                | Mondiali 1994 - 1º turno                                                   | 1                                                                          | 67’                                                                        |
| 4-7-1994                                                                   | Orlando                                                                    | Paesi Bassi                                                                | 2 – 0                                                                      | Irlanda                                                                    | Mondiali 1994 - Ottavi di finale                                           | -                                                                          | 70’                                                                        |
| 9-7-1994                                                                   | Dallas                                                                     | Paesi Bassi                                                                | 2 – 3                                                                      | Brasile                                                                    | Mondiali 1994 - Quarti di finale                                           | -                                                                          | 54’                                                                        |
| 7-9-1994                                                                   | Lussemburgo                                                                | Lussemburgo                                                                | 0 – 4                                                                      | Paesi Bassi                                                                | Qual. Euro 1996                                                            | 1                                                                          | 74’                                                                        |
| 12-10-1994                                                                 | Oslo                                                                       | Norvegia                                                                   | 1 – 1                                                                      | Paesi Bassi                                                                | Qual. Euro 1996                                                            | 1                                                                          |                                                                            |
| 16-11-1994                                                                 | Rotterdam                                                                  | Paesi Bassi                                                                | 0 – 0                                                                      | Rep. Ceca                                                                  | Qual. Euro 1996                                                            | -                                                                          | 32’                                                                        |
| 14-12-1994                                                                 | Rotterdam                                                                  | Paesi Bassi                                                                | 5 – 0                                                                      | Lussemburgo                                                                | Qual. Euro 1996                                                            | 1                                                                          |                                                                            |
| 22-2-1995                                                                  | Eindhoven                                                                  | Paesi Bassi                                                                | 0 – 1                                                                      | Portogallo                                                                 | Amichevole                                                                 | -                                                                          |                                                                            |
| 29-3-1995                                                                  | Rotterdam                                                                  | Paesi Bassi                                                                | 4 – 0                                                                      | Malta                                                                      | Qual. Euro 1996                                                            | -                                                                          | 59’                                                                        |
| Totale                                                                     |                                                                            | Presenze                                                                   | 32                                                                         |                                                                            | Reti                                                                       | 9                                                                          |                                                                            |

## Palmarès

### Giocatore

#### Club

##### Competizioni nazionali
- Campionato olandese: 1

Ajax: 1989-1990

##### Competizioni internazionali
- Coppa UEFA: 1

Ajax: 1991-1992

#### Individuale
- Miglior talento dell'anno in Eredivisie: 1

1987